# Wolfgang Flür
Wolfgang Flür, né le 17 juillet 1947 à Francfort-sur-le-Main, est un musicien allemand ayant participé de 1973 à 1987 au groupe Kraftwerk au sein duquel il jouait des percussions électroniques.

## Carrière musicale

### Avant Kraftwerk
Wolfgang Flür commence par jouer de la batterie dans le groupe The Spirits of Sound de Düsseldorf. Au sein de ce groupe se trouvait aussi le guitariste Michael Rother, qui jouera en concert avec Kraftwerk en 1971 avant de former le groupe Neu! avec Klaus Dinger, ce dernier ayant également été batteur sur le premier album de Kraftwerk.

### Membre de Kraftwerk
En 1973, Kraftwerk est encore un duo composé des membres fondateurs Ralf Hütter et Florian Schneider. Ceux-ci recherchent d'autres musiciens pour intégrer leur groupe, notamment un batteur. Wolfgang Flür fait ainsi la connaissance de ses futurs collègues et joue pour la première fois en public des percussions électroniques avec Kraftwerk sur le morceau Tanzmusik en octobre 1973, lors d'une émission de la télévision allemande, à l'occasion de la sortie de l'album Ralf und Florian. En 1974, l'avenir de Wolfgang Flür au sein de Kraftwerk est encore incertain. Il joue cependant des percussions électroniques sur le morceau Kometenmelodie 2 de l'album Autobahn. Son engagement à durée indéterminée dans le groupe Kraftwerk intervient peu avant la sortie d'Autobahn. En effet, un photomontage de dernière minute le fait apparaître sur la photo de groupe au verso de la pochette de l'album en lieu et place d'Emil Schult, graphiste concepteur de la pochette qui a également participé à l'écriture de la chanson-titre.
Au sein de Kraftwerk, au fil des années, c'est sur scène que Wolfgang Flür est le plus actif et se montre indispensable pour le groupe. Or, Kraftwerk arrête de se produire en concert après son épuisante tournée mondiale de 1981. Wolfgang Flür se trouve alors de moins en moins impliqué dans Kraftwerk, les travaux de rénovation du studio Kling Klang auxquels il a contribué sont achevés, et en raison des progrès technologiques (séquenceurs, boîtes à rythmes), sa présence au studio n'est plus nécessaire car il ne participait pas réellement au processus créatif des œuvres de Kraftwerk. Ainsi, sur l'album Electric café sorti en automne 1986, il n'est cité qu'en tant que simple membre du groupe, mais sans véritable contribution. La sortie de cet album n'étant pas suivie d'une tournée, Flür, démotivé, cesse dès le début de 1987 de se rendre au studio Kling Klang. Kraftwerk lui propose pourtant de participer à nouveau à des travaux d'aménagement au studio. Mais Wolfgang Flür, qui aspire à un rôle plus musical au sein du groupe, refuse, actant de fait son départ du groupe.

### Après Kraftwerk
En 1992, Wolfgang Flür est sur le point de rejoindre son ancien collègue Karl Bartos (qui a entre-temps, lui aussi, quitté Kraftwerk) dans son nouveau groupe Elektric Music, mais il renonce. Plus tard, il lance le « projet Yamo » et sort l'album Time Pie en 1997 en collaboration avec le groupe Mouse on Mars.
En 2000, il publie une autobiographie intitulée Ich war ein Roboter (en français : J'étais un robot), dans laquelle il donne son point de vue sur le fonctionnement interne du groupe Kraftwerk qu'il a quitté.
Par la suite, il devient DJ dans des clubs de house music, techno et electro, et accompagne en concert le duo de synthpop Dyko, pour qui il joue des percussions électroniques. En 2005, il participe à l'écriture de la chanson « Yamate Line » de Maki Nomiya parue dans son album Party People.
En 2015, il sort un album solo sous son propre nom, intitulé Eloquence (en).
En 2020 sort l'album Transhuman, fruit d'une collaboration de Flür avec le groupe U96.

## Discographie

### Avec Kraftwerk
- 1974 : Autobahn
- 1975 : Radioactivity
- 1977 : Trans-Europe Express
- 1978 : The Man-Machine
- 1981 : Computer World
- 1983 : Tour de France (single)
- 1986 : Electric Café

### Yamo
- 1997 : Time Pie

### Wolfgang Flür
- 2015 : Eloquence
- 2022 : Magazine 1. Cet album comprend des collaborations avec U96, Peter Duggal, Peter Hook, Maps, Carl Cox, Claudia Brucken et Midge Ure.
- 2025 : Times. Cet album comprend des collaborations avec U96, Boris Blank (Yello), Thomas Vangarde (Ex-Daft Punk), Juan Atkins, Antony Rother, Emil Schult (Ex-Kraftwerk-Mitarbeiter) und Peter Hook (Ex-New Order)

### U96 & Wolfgang Flür
- 2020 : Transhuman